# Valentim Loureiro
Valentim dos Santos de Loureiro (Calde, 24 dicembre 1938) è un militare, politico e imprenditore portoghese.

## Biografia
Ricoprì la carica di Sindaco della città di Gondomar, eletto nelle liste del PSD, e fu anche console della Guinea-Bissau per il comune di Porto dal 1982 al 1999. Come dirigente sportivo fu presidente del Boavista, dal 1978 al 1997, e fu eletto presidente della Lega Portoghese di calcio dal 1989 al 1994 e dal 1996 al 2006.
Nel 2008 fu coinvolto nello scandalo Fischietto d'oro e fu squalificato quattro anni per illecito sportivo. A livello penale è stato condannato a tre anni e due mesi per abuso d'ufficio.